# Parc Adula

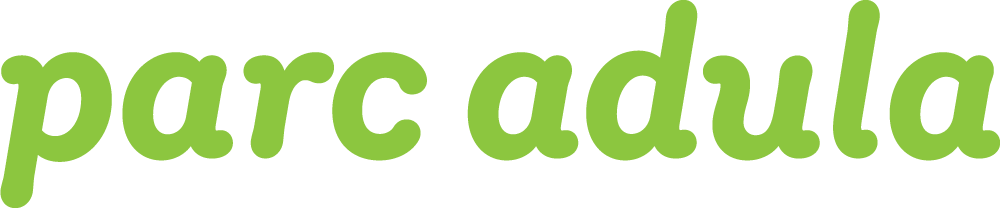
Parc Adula

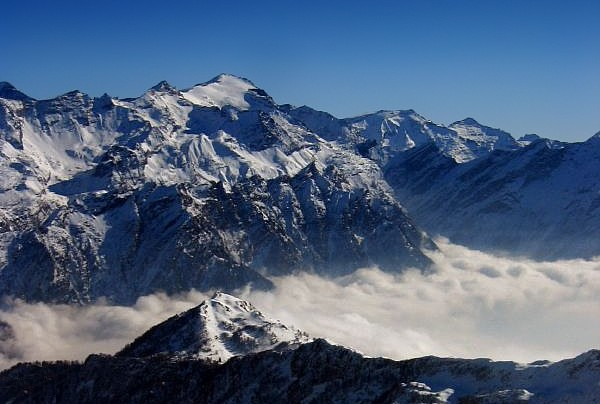
Rheinwaldhorn (Adula)

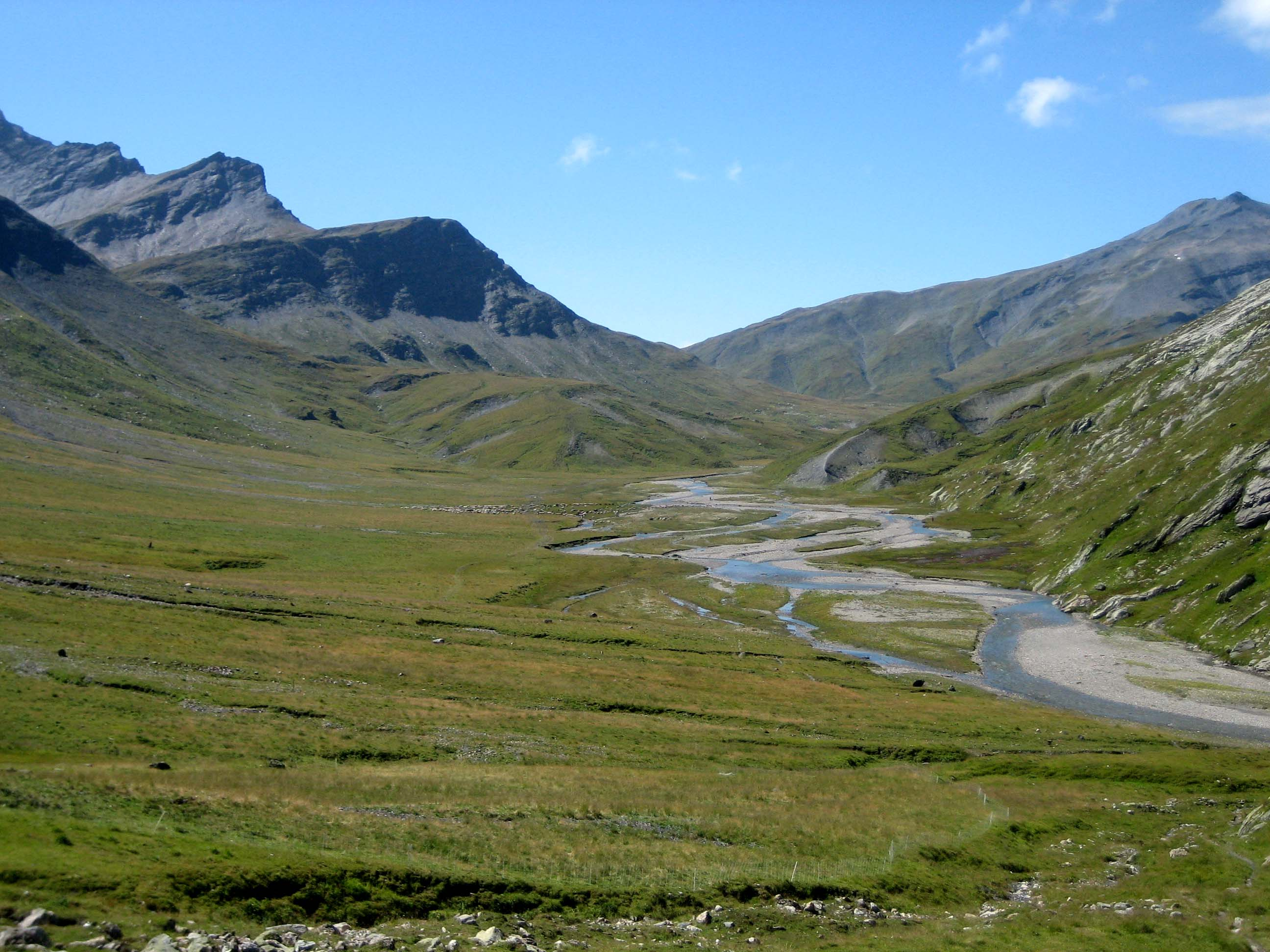
Greina

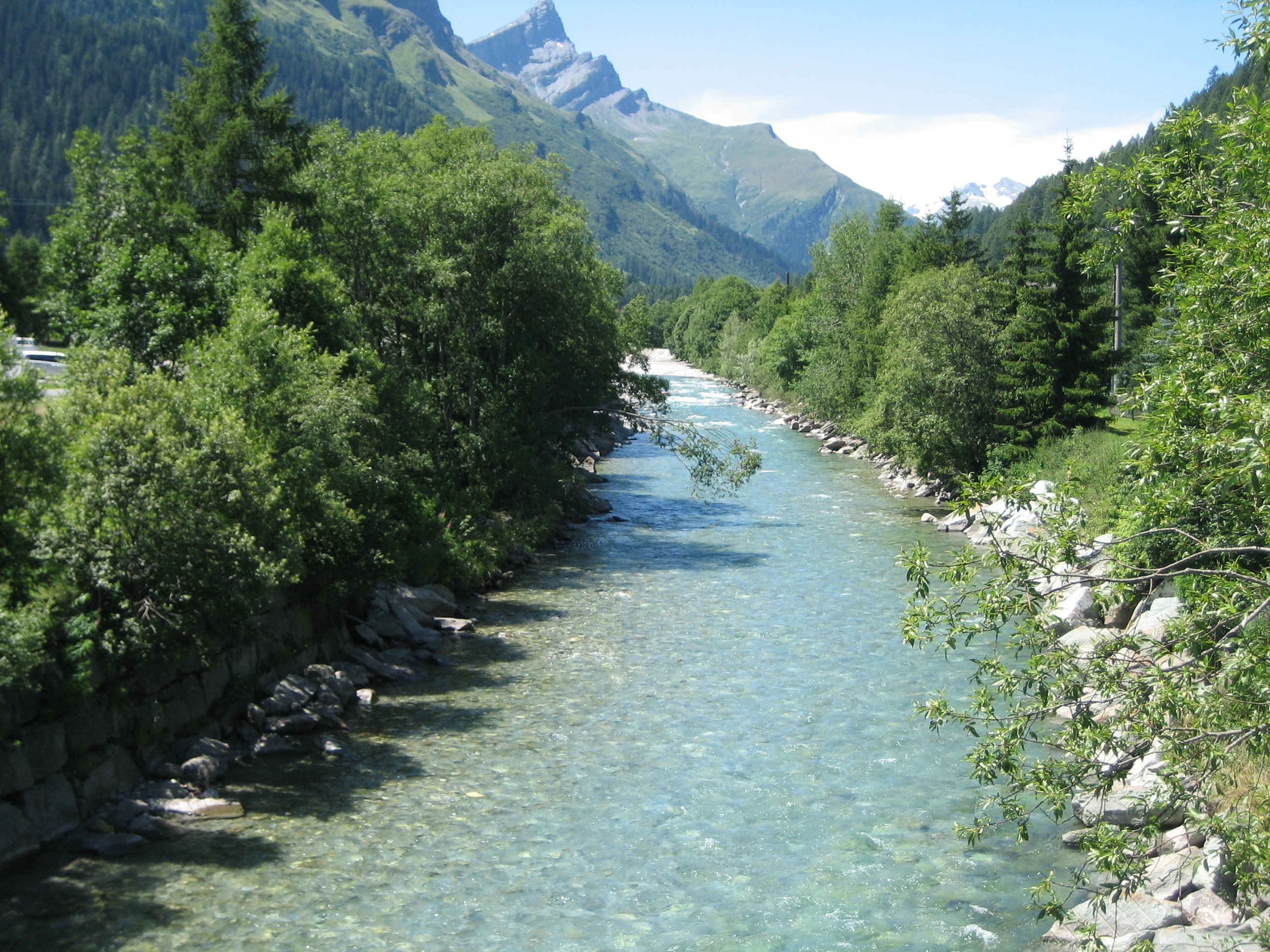
Hinterrhein bei Splügen

Der Parc Adula war das Projekt eines zweiten schweizerischen Nationalparks im Alpengebiet des Rheinwaldhorns zwischen dem Kanton Graubünden und dem Tessin im Sinne von Artikel 23f des Bundesgesetzes über den Natur- und Heimatschutz (NHG). Die Bevölkerung stimmte am 27. November 2016 mehrheitlich gegen den seit Ende Juni 2016 definitiven Parkvertrag (Charta).

## Geschichte
- 2000 Gründung der ersten Förderungsgruppe
- 2007 Fertigstellung der ersten Machbarkeitsstudie[3]
- 2008 Gründung des Vereins Parc Adula  als öffentliches Verwaltungsorgan[4]
- 2010 Anerkennung durch das Netzwerk Schweizer Pärke vom Bundesamt für Umwelt, Bern[5]; Eröffnung des Sekretariats, Ernennung des Direktors und Aufbau des Parks[6] und des Führungsteams[7]
- 2015 Öffentliche Vernehmlassung der Charta Parc Adula
- 27. November 2016: Volksabstimmung mit negativem Ausgang für den Park

## Inhalt
Die Region rund um die Spitze des Adula ist eine der grössten Gebiete der Schweiz ohne erhebliche Eingriffe des Menschen. Hier gibt es unvergleichbare geologische Szenarien und eine reichhaltige Fauna und Alpenflora. Der Parc Adula war ein mehrsprachiges und kulturell vielfältiges Projekt, das rätoromanische, deutsch- und italienischsprachige sowie walserdeutsche Gemeinschaften umfasste.
Die 17 vorgesehenen Parkgemeinden vertreten 14'000 Einwohner und drei Sprachen: Acquarossa, Calanca, Blenio, Buseno, Disentis/Mustér, Hinterrhein, Medel (Lucmagn), Mesocco, Nufenen, Rossa, Serravalle, Soazza, Splügen, Sumvitg, Trun, Vals und Vrin. Die Gemeinde Blenio hätte wegen ihres grossen Anteils an der Kernzone des Parks in der Mitgliederversammlung mehr Gewicht bekommen.
Das Ziel des Parc Adula war der Erhalt und die Aufwertung des wertvollen Naturerbes. Von besonderem Interesse waren: 
- Die Hochebene Greina: eine Tundralandschaft auf einer Höhe von rund 2000 Metern über dem Meeresspiegel.
- Die Rheinquelle. Die beiden wichtigsten Quellen liegen in der Region des Parc Adula: Der Vorderrhein entspringt nördlich des angrenzenden Tomasee; der Hinterrhein östlich des Rheinwaldhorns. Mehrere andere Nebenflüsse wie Rein del Medel, Rein da Platta, Rein da Sumvitg, Rein da Cristallina, Rein da Vigliuts, Glenner, Valser Rhein und Areuabach haben ihren Ursprung im Gebiet des geplanten Parkes.
- Das Naturschutzgebiet Trescolmen. Zwischen dem Misox und dem Calancatal umfasst das Reservat Trescolmen den Piz Trescolmen, den Berggipfel Bedoleta und den Piz Pian Grand. Die Mehrheit des Naturschutzgebietes besteht aus Alpen und Felsen. Im Osten und Westen liegen kleine Waldgebiete. Das Reservat Trescolmen beherbergt viele Lebensräume für Wild und Vögel; darunter sind seltene Vogelarten wie Adler, Habicht, Sperber, Turmfalke, Uhu, Birkhuhn, Schneehuhn und Wachteln.